# Заболонник дубовий
Заболонник дубовий (лат. Scolytus intricatus) — вид жуків-довгоносиків з родини короїдів. Поширений по всій території Європи, в Європейській частині Росії, на Кавказі.

## Морфологічні ознаки
Довжина тіла дорослих комах 2,5-4 мм. Тіло широке, короткоовальне, темно-буре. Передньоспинка майже чорна, з боків з густими цяточками. Надкрила червоно-бурі, матові, між поцяткованими рядами в косих зморшках. Черевце скошене, без зубчиків і горбочків, пунктироване, у дрібних волосках. Вусики і лапки жовті.

## Поширення
Трапляється в дубово-грабових лісах, може зустрічатися і в лісах, в яких не ростуть дуби. У масі розвиваються на різних видах дубів, але також і інших деревах — граб звичайний, береза повисла, верба, бук європейський, бук східний, Castanea vesca, кінський каштан звичайний, Ulmus campestris, Ulmus effusa, тополя біла, осика, хмелеграб звичайний. Заселяють переважно молоді дерева, діаметром стовбура 17-19 см, але трапляються і на старих ослаблених деревах у розріджених насадженнях, в заплавних дібровах.

## Особливості біології
Літ жуків — у червні-липні. Личинки перезимовують під корою дерев.
Маточні ходи поперечні, одиночні, короткі, по 1-3 см. Личинкові ходи повздовжні, дуже довгі, добре відбиваються на деревині.